# Selaginella moratii
Selaginella moratii är en mosslummerväxtart som beskrevs av W.Hagemann och Rauh. Selaginella moratii ingår i släktet mosslumrar, och familjen mosslummerväxter. Inga underarter finns listade i Catalogue of Life.